# Rover (Zambia)
Rover (Zambia) Ltd. war ein Automobilhersteller mit Sitz in Ndola (Sambia).

## Geschichte
Die Produktion begann mutmaßlich in den 1950er oder 1960er Jahren.
Zu Beginn der 1980er Jahre hatte das Werk eine Kapazität von 2400 Fahrzeugen pro Jahr. Im Jahr 1992 gehörte das Unternehmen zur britischen Lonrho-Gruppe.
Im Jahr 2008 war die Produktion bereits seit einiger Zeit eingestellt. Als ursächlich für das Scheitern von Rover (Zambia), Livingstone Motor Assemblers und anderen Unternehmen der Branche wird die Aufhebung der Importbeschränkungen zu Beginn der 1990er Jahre angesehen.

## Modelle
Ab 1983 wurde der Toyota Hilux montiert.
Rover (Zambia) montierte 1992 CKD-Bausätze der Marke Mitsubishi für Harunoucbi Manµfacturing and Distribution Co. Ltd. Weitere Marken waren Volkswagen, Audi, Mitsubishi und Land Rover.